# Pedro Jerônimo de Souza
Pedro Jerônimo de Souza (Ceará, 30 de junho de 1912 — Ceará, 17 de setembro de 1975) foi um comerciário brasileiro, membro do PCB (Partido Comunista Brasileiro).

## Biografia
Filho de Catarina Evangelista de Souza e José Jerônimo de Souza, nascido em Aracatí, no Ceará, Pedro Jerônimo de Souza mudou-se com apenas dois anos para a capital, Fortaleza. Lá, tornou-se um viajante-vendedor para laboratórios farmacêuticos e para outros segmentos comerciais.
Nos anos de 1940, aos 28 anos, ingressou no Partido Comunista Brasileiro (PCB), e exerceu grande papel na reestruturação partidária, depois que o registro legal desse partido foi cassado, em 1948.
Além disso, também ingressou a direção municipal de Fortaleza e fez parte do Comitê Estadual do Ceará. Em 1964, após o golpe de Estado, já atuando ilegalmente, Pedro Jerônimo exerceu a função de tesoureiro durante muitos anos.
Participou do Diretório Municipal do Movimento Democrático Brasileiro (MDB) em Fortaleza, durante o período em que os integrantes do PCB atuavam legalmente no único partido de oposição que o regime ditatorial consentia.

## Repressão ao PCB, prisão e morte
Em maio de 1947, a Procuradoria da República expunha a ideia de que o Partido Comunista Brasileiro (PCB) havia irregularidades no estatuto do partido e seu caráter político era totalmente internacionalista.
No Plenário do Tribunal Superior, decidiu-se por maioria de votos (três a dois) o cancelamento do registro do PCB – em vigor pela resolução nº 1.841, de 7.5.1947.
Esse dispositivo constitucional declara a organização, o registro ou o funcionamento de qualquer partido político ou associação cujo programa ou ação contrariasse o regime democrático. O preceito estava baseado na pluralidade dos partidos e na garantia dos direitos fundamentais do homem.
Desta forma, com a posse de Ernesto Geisel, a chamada "Operação Radar" (criada em 1973 e que contaria com a participação de agentes do Destacamento de Operações de Informações/Centro de Operações de Defesa Interna - DOI-CODI), fora criada para prender e torturar mais de 500 militantes do PCB - e, assim, Pedro Jerônimo de Souza viria a ser um deles.
Devido a isto, no dia 11 de setembro de 1975, enquanto viajava de ônibus com um amigo, Pedro Jerônimo de Souza fora detido por policiais do DOI-CODI/Ce.
Seis dias após o ocorrido, no dia 17 de setembro de 1975, seus familiares foram informados por agentes do DOPS de que Pedro havia se suicidado em dentro de sua cela. O legista, Francisco Noronha Filho, assinou o laudo indicando como causa da morte “asfixia mecânica por enforcamento".
Segundo ainda ao relato oficial, os hematomas mostrados no corpo de Pedro se davam pelo esforço e as circunstâncias de sua morte. Conforme explicavam, a vítima teria usado uma folha de rosto amarrada a um lugar de pouca altura e, assim, fora forçado a debater-se contra as paredes e o chão da cela para conseguir o seu intento.

### Investigações e controvérsias sobre sua morte
Seis meses depois de ser noticiada sua morte, a família de Pedro Jerônimo de Souza solicitara a exumação do cadáver da vítima. O exame pericial constatara diversas formas de tortura, que iam contra a versão oficial divulgada pela polícia.
No dia 18 de dezembro de 1995, vinte anos depois do caso, o advogado Pádua Barroso prestou depoimento à Comissão de Direitos Humanos da OAB do Ceará e também contradisse a versão oficial da polícia.

No relatório, Pádua mostrou às autoridades a autópsia no corpo de Pedro, em que se tem evidenciado inúmeras fraturas ósseas. Além disso, também informou ter acompanhado pessoalmente a exumação:
“[..] Realizada dentro de um cerco de guerra, tendo em vista que o cemitério Parque da Paz foi tomado por viaturas da PM e da PF; […] A razão da presença dos policiais no cemitério era amedrontar os peritos e os familiares bem como as demais pessoas que estavam interessadas no esclarecimento da morte de Pedro Jerônimo.”
Também, outro relato de um tenente coronel da Polícia Militar do Ceará, cujo nome não fora divulgado, tivera sua declaração anexada pelo relator do processo de Pedro Jerônimo na CEMDP. O advogado Pádua Barroso, mais uma vez, divulgou tal relato:
“Tudo funcionou deste modo: o Chefe da 2ª Secção do QG da 10ª RM, tenente coronel Francisco Valdir Gomes, despachou o Pedido de Busca; a prisão foi efetuada por dois agentes policiais chefiados por um tal de Dr. Evandro, que se supõe tratar-se de oficial do Exército. Feita a prisão, levaram Pedro Jerônimo para o Quartel de Guardas (DOI); aí, o major Luís Marques de Barros mandou que levassem Pedro Jerônimo para a Casa de Hóspedes, no bairro de Mata Galinha.”
No relato, a testemunho também explicou como a morte de Pedro Jerônimo de Souza ocorrera:
“[...] Deram logo uma pancada no frontal de Pedro Jerônimo. Após uma série de sofrimentos foi sentado num banco, sem encosto, e um brutamonte deles se aproximou pelas costas, curvou um joelho encostando-lhe na coluna dorsal e tentou sufocá-lo com um instrumento escuro, puxando as duas extremidades para trás, quebrando o pescoço de Pedro Jerônimo logo depois. Arrepiados com o crime que cometeram, prepararam, em conluio com o DPF e o DOPS, o enforcamento suicida.”
Ademais, o relator acrescentou que os depoimentos de Tarcísio Leitão de Carvalho, Alfredo de Abreu Pereira Marques e de Sarah Pinheiro Sousa (esposa de Pedro Jerônimo), também prestados à Comissão de Direitos Humanos da OAB do Ceará, eram extremamente suficientes para atestar a participação da vítima em grupos e atividades de oposição, assim como o fato da prisão e suas condições de morte.
Ademais, Alfredo Marques, membro do Movimento Democrático Brasileiro (MDB), também denunciara na tribuna da Assembleia Legislativa de Pernambuco, o tenente Horácio Marques Gondim, como um dos responsáveis por mais esse assassinato.

No livro “A Ditadura Encurralada”, de Elio Gaspari, que foi escrito baseando-se em preciosos arquivos de papéis e gravações confidenciais reunidos por Golbery e pelo secretário particular do presidente Ernesto Geisel, Heitor Ferreira, o autor conta sobre o assunto em uma breve passagem:
“[...] No dia 17 de setembro de 1975, o DOI-CODI do Ceará divulgou uma nota informando que o vendedor Pedro Jerônimo de Souza, militante do Partido Comunista Brasileiro e membro do diretório do Movimento Democrático Brasileiro de Fortaleza, se suicidou na prisão. Tinha 61 anos. Era o 37º suicida do regime, o 17º a se enforcar. No caso, com uma toalha de rosto.”

## Indenização judicial
Em abril de 2006, a mais de 30 anos depois, o então deputado Chico Lopes, membro do Partido Comunista do Brasil (PCdoB) ocupou a tribuna da Assembleia Legislativa do Ceará para destacar o importante caso de Pedro Jerônimo de Souza.
Ele informou o parlamentar comunista que a família do ex-preso político, Pedro Jerônimo, morto em 1975 numa cela do DOI-CODI em Fortaleza, será indenizada pelo Governo do Estado.
Trinta e um anos após sua morte, a Comissão Especial de Anistia Wanda Sidou aprovou o pagamento de R$ 30 mil para seus parentes. Segundo o parlamentar, outras oito pessoas, que também foram perseguidas durante a Ditadura Militar, receberiam a indenização até, ao menos, o meio daquele ano.
À época, além de Pedro Jerônimo, iriam receber também indenização: Carlos Alberto do Nascimento e o ex-deputado cassado Aníbal Bonavides, ambos, do então Movimento Brasileiro Democrático (MDB); Valdemar Menezes, Willian Montenegro e José Jerônimo de Oliveira, ex-integrantes da então facção guerrilheira de esquerda Aliança Libertadora Nacional (ALN); Fernando Macambira, Mário Albuquerque do extinto Partido Comunista Brasileiro Revolucionário (PCBR) e José Rodrigues de Araújo, então presidente do Sindicato dos Trabalhadores Rurais de Uruburetama. Os três últimos passaram quase uma década presos no Instituto Penal Paulo Sarasate (IPPS).